# Minerva Pious
Minerva Pious (5 de marzo de 1903 - 16 de marzo de 1979) fue una actriz y comediante estadounidense.

## Biografía
Nacida en Odessa, Ucrania, Pious pasó la mayor parte de su vida y de su carrera artística en Nueva York. Trabajó extensamente como humorista radiofónica, consiguiendo su primer trabajo regular formando parte del elenco del Mighty Allen Art Players en la década de 1930, cuando el comediante Fred Allen presentaba el programa Town Hall Tonight. 

### Allen's Alley
En el programa de Fred Allen "Allen's Alley", en 1942 Pious daba vida a Mrs. Nussbaum, con números nacidos de actuaciones y sátiras realizadas con anterioridad junto al comediante.
Se distinguía por su personal voz y su habilidad para los malapropismos, y a menudo fue invitada a actuar como Mrs. Nussbaum en otras comedias tales como The Jack Benny Program y Duffy's Tavern. 

### Otro trabajo radiofónico
Pious también hizo frecuentes papeles en las obras radiadas de Norman Corwin (especialmente en la detectivesca Murder in Studio One). Otros trabajos son su intervención en la serie Columbia Workshop, sus números humorísticos en el programa de Kate Smith y las actuaciones realizadas en shows presentados por Ed Wynn y Bob Hope, así como papeles en The Goldbergs y Life Can Be Beautiful.

### Televisión
Pious sufría problemas en su cadera, los cuales no impidieron que actuara en diversas ocasiones para la televisión, en programas tales como The Colgate Comedy Hour, The Chevrolet Television Theatre, y la serie The Edge of Night en 1956.

### Cine
Entre sus pocas actuaciones para el cine figura el papel de Mrs. Nussbaum en el film interpretado por Fred Allen It's in the Bag!, así como un doblaje en el film de dibujos animados Pinocchio in Outer Space. También tuvo pequeños papeles en las películas Joe MacBeth (1955) y Love in the Afternoon (1957, dirigida por Billy Wilder, con Gary Cooper y Audrey Hepburn). Su última actuación conocida tuvo lugar en 1973, en la película protagonizada por Joanne Woodward Summer Wishes, Winter Dreams.
Minerva Pious falleció en 1979 en Nueva York, y está enterrada en el Cementerio Adath Israel de Connecticut,